# Фарфале

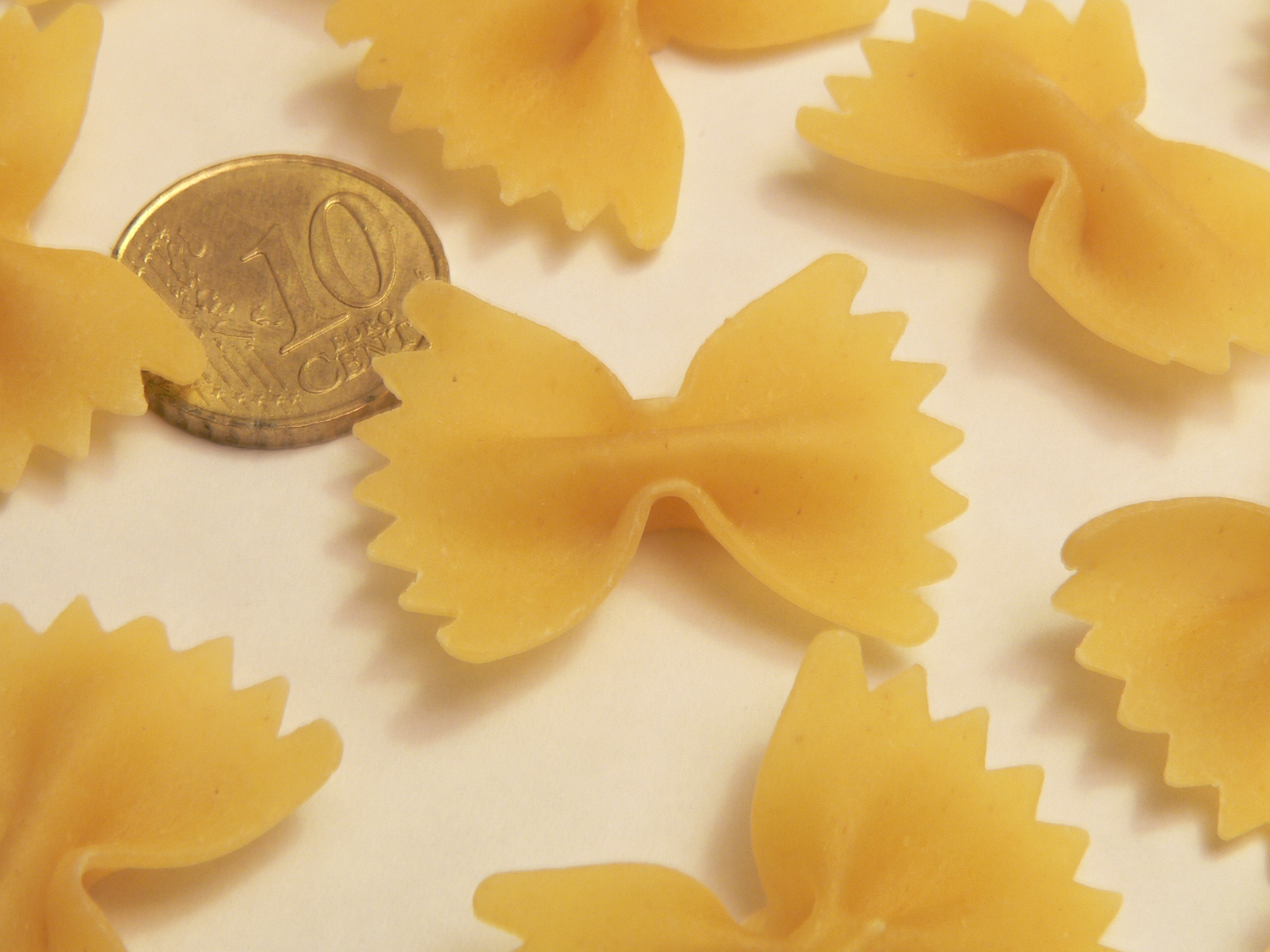

Фарфа́ле (італ. farfalle — метелики) — макаронні вироби у формі метелика, вироблені із твердих сортів пшениці. Також відомі під назвою бантики. Фарфале за їх оригінальну форму особливо люблять діти.
Фарфале чудово поєднується практично з усіма видами продуктів: м'ясом, рибою, овочами, сиром, горіхами. Їх подають під різноманітними соусами: томатним, сирним, вершковим. 
Спосіб приготування не відрізняється від приготування будь-яких інших макаронів. Спочатку підсолену воду доводять до кипіння, додають фарфале. Потім варять до готовності — вони повинні стати м'якшими, залишившись злегка твердими.